# Sewaku
Sewaku (Seuacu, Sehuaku), jedno od starih plemena Arauan Indijanaca koji su živjeli na Pâuini, lijevoj pritoci Purusa, u brazilskoj državi Amazonas. Sewaku su po nekim autorima (C. Tastevin, P. Tastevin, P. Rivet Rivet) očito identični s plemenom koje je bilo poznato kao Sehuaku.